# Karl Marthinsen
Karl Charles Alfred Nicolay Marthinsen (født 25. oktober 1896 i Karlsøy i Troms, død 8. februar 1945 i Oslo) var en norsk nazist og chef for statspolitiet i Norge under anden verdenskrig. Han blev skudt og dræbt af Oslogjengen i Blindernveien i Oslo, da han var på vej til arbejde i statspolitiets hovedkvarter i Kronprinsens gate 10 i Oslo centrum.
I 1933 blev han medlem af Nasjonal Samling. Efter den tyske besættelsesmagt havde opløst den norske hær i 1940, gik Marthinsen ind i politiet. Her steg han hurtigt i graderne og blev leder af hele det norske statspoliti med titel af politigeneral. Han var en effektiv og frygtet mand for den norske modstandsbevægelse og opfordrede til brug af tortur. Han stod også centralt i deportationen af de norske jøder til udryddelseslejre.

## Likvidering
Ved udgangen af januar-februar 1945 besluttede ledelsen af den norske modstandsbevægelse, at Marthinsen skulle likvideres. Årsagen var rapporter, dels opnået ved aflytning, der slog fast, ar han planlagde at tage kontrol af National Samlings (NS) kamporganisation i krigens sidste fase. Man frygtede, at planen var at sikre NS kontrol med hele politiet.
Efter likvideringen af Marthinsen iværksatte den tyske besættelsesmagt omfattende repressalier. I alt 28 personer blev henrettet på Akershus Fæstning som et direkte resultat af likvidationen.